# Philippe Tibeuf
Philippe Tibeuf (Dinan, 17 giugno 1962) è un ex calciatore francese, di ruolo attaccante.

## Carriera

### Club
Inizia la sua carriera calcistica nel Guingamp, dove gioca 45 partite con 20 gol. Nel 1984 viene acquistato dall'Monaco, dove ci rimane per tre anni. Infine passa al Saint-Etienne, dove gioca fino al 1991, con totale di 121 partite con 39 gol.

### Nazionale
Ha collezionato 2 presenze con la propria Nazionale.

## Statistiche

### Presenze e reti nei club
Statistiche aggiornate al 15 dicembre 2013.
| Stagione                | Squadra                                     | Campionato              | Campionato | Campionato | Coppe nazionali | Coppe nazionali | Coppe nazionali | Coppe continentali | Coppe continentali | Coppe continentali | Altre coppe | Altre coppe | Altre coppe | Totale | Totale |
| Stagione                | Squadra                                     | Comp                    | Pres       | Reti       | Comp            | Pres            | Reti            | Comp               | Pres               | Reti               | Comp        | Pres        | Reti        | Pres   | Reti   |
| ----------------------- | ------------------------------------------- | ----------------------- | ---------- | ---------- | --------------- | --------------- | --------------- | ------------------ | ------------------ | ------------------ | ----------- | ----------- | ----------- | ------ | ------ |
| 1980-1981               | Guingamp                                    | L2                      | 1          | 0          | -               | -               | -               | -                  | -                  | -                  | -           | -           | -           | 1      | 0      |
| 1981-1982               | Guingamp                                    | D2                      | 7          | 0          | -               | -               | -               | -                  | -                  | -                  | -           | -           | -           | 7      | 0      |
| 1982-1983               | Guingamp                                    | D2                      | 5          | 2          | CF              | 1               | 0               | -                  | -                  | -                  | -           | -           | -           | 6      | 2      |
| 1983-1984               | Guingamp                                    | D2                      | 32         | 18         | CF              | 5               | 1               | -                  | -                  | -                  | -           | -           | -           | 37     | 19     |
| Totale EA Guingamp      | Totale EA Guingamp                          | Totale EA Guingamp      | 45         | 20         |                 | 6               | 1               |                    |                    |                    |             |             |             | 51     | 21     |
| 1984-1985               | Monaco                                      | D1                      | 20         | 2          | CF              | 9               | 7               | CU                 | 1                  | 1                  | -           | -           | -           | 30     | 10     |
| 1985-1986               | Monaco                                      | D1                      | 24         | 3          | CF              | 1               | 0               | CC                 | 1                  | 0                  | -           | -           | -           | 26     | 3      |
| 1986-1987               | Monaco                                      | D1                      | 11         | 2          | -               | -               | -               | -                  | -                  | -                  | -           | -           | -           | 11     | 2      |
| Totale AS Monaco        | Totale AS Monaco                            | Totale AS Monaco        | 55         | 7          |                 | 10              | 7               |                    | 2                  | 1                  |             |             |             | 67     | 15     |
| 1987-1988               | Association Sportive de Saint-Étienne Loire | D1                      | 31         | 12         | CF              | 1               | 0               | -                  | -                  | -                  | -           | -           | -           | 32     | 12     |
| 1988-1989               | Association Sportive de Saint-Étienne Loire | D1                      | 28         | 10         | CF              | 1               | 0               | -                  | -                  | -                  | -           | -           | -           | 29     | 10     |
| 1989-1990               | Association Sportive de Saint-Étienne Loire | D1                      | 36         | 10         | CF              | 5               | 0               | -                  | -                  | -                  | -           | -           | -           | 41     | 10     |
| 1990-1991               | Association Sportive de Saint-Étienne Loire | D1                      | 26         | 7          | -               | -               | -               | -                  | -                  | -                  | -           | -           | -           | 26     | 7      |
| Totale AS Saint-Etienne | Totale AS Saint-Etienne                     | Totale AS Saint-Etienne | 121        | 39         |                 | 7               | 0               |                    |                    |                    |             |             |             | 128    | 39     |
| Totale carriera         | Totale carriera                             | Totale carriera         | 221        | 66         |                 | 23              | 8               |                    | 2                  | 1                  |             |             |             | 246    | 75     |

### Cronologia presenze e reti in Nazionale
| Cronologia completa delle presenze e delle reti in nazionale ― Francia | Cronologia completa delle presenze e delle reti in nazionale ― Francia | Cronologia completa delle presenze e delle reti in nazionale ― Francia | Cronologia completa delle presenze e delle reti in nazionale ― Francia | Cronologia completa delle presenze e delle reti in nazionale ― Francia | Cronologia completa delle presenze e delle reti in nazionale ― Francia | Cronologia completa delle presenze e delle reti in nazionale ― Francia | Cronologia completa delle presenze e delle reti in nazionale ― Francia |
| Data                                                                   | Città                                                                  | In casa                                                                | Risultato                                                              | Ospiti                                                                 | Competizione                                                           | Reti                                                                   | Note                                                                   |
| ---------------------------------------------------------------------- | ---------------------------------------------------------------------- | ---------------------------------------------------------------------- | ---------------------------------------------------------------------- | ---------------------------------------------------------------------- | ---------------------------------------------------------------------- | ---------------------------------------------------------------------- | ---------------------------------------------------------------------- |
| 28-3-1990                                                              | Budapest                                                               | Ungheria                                                               | 1 – 3                                                                  | Francia                                                                | Amichevole                                                             | -                                                                      |                                                                        |
| 17-11-1990                                                             | Tirana                                                                 | Albania                                                                | 0 – 1                                                                  | Francia                                                                | Qual. Euro 1992                                                        | -                                                                      |                                                                        |
| Totale                                                                 |                                                                        | Presenze                                                               | 2                                                                      |                                                                        | Reti                                                                   | 0                                                                      |                                                                        |

## Palmarès

### Competizioni nazionali
- Coppa di Francia: 1

Monaco:1984-85
- Supercoppa francese: 1

Monaco:1985